# Тумаркин, Лев Абрамович
Лев Абра́мович Тума́ркин (1904, Гадяч, Полтавская губерния — 1974, Москва) — советский математик. Профессор Московского университета (1932), доктор физико-математических наук (1936). Декан механико-математического факультета МГУ (1935—1939 гг.).

## Биография
Родился 14 января 1904 года[по какому календарю?]. В 1925 году окончил Московский университет, в 1929 году — аспирантуру при Московском университете, где вплоть до конца жизни занимался преподавательской работой.
В 1935—1939 гг. Л. А. Тумаркин занимал должность декана механико-математического факультета МГУ (избран на данную должность 15 марта 1935 г. и проработал до 9 апреля 1939 г.). В этом качестве он «много сделал для факультета, и многие черты в теперешнем облике факультета, начиная с его разделения на кафедры, сложились именно во время деканства Л. А. Тумаркина». При личном участии Тумаркина были заложены основы той системы образования, которая впоследствии сделала мехмат одним из ведущих мировых центров по подготовке математиков и механиков.
Работая на кафедре математического анализа, Тумаркин сделал весьма много для того, чтобы поставить преподавание этой важнейшей для математического образования дисциплины на самый высокий уровень. Читавшийся Л. А. Тумаркиным в МГУ на протяжении многих лет курс математического анализа явился, по свидетельству П. С. Александрова и А. Н. Колмогорова, «плодом многолетней творческой работы и отделан с филигранной тщательностью».
Умер в Москве 1 августа 1974 года.
Брат — Семён Абрамович Тумаркин (1905, Гадяч — ?) — советский математик. Доктор технических наук, профессор. С 1954 работал в Московском Горном институте.

## Научная деятельность
Научной работой в области математики Тумаркин стал заниматься очень рано — его первые блестящие результаты в топологии (прежде всего, в теории размерности) были получены им ещё в студенческие годы.
В 1925—1928 гг. Л. А. Тумаркин доказал для топологических пространств со счётной базой равенство {\displaystyle \mathrm {Ind} \,X\;=\;\mathrm {ind} \,X} (то есть совпадение большой и малой индуктивных размерностей), а также теорему, по которой всякое {\displaystyle n}-мерное пространство со счётной базой можно представить как объединение {\displaystyle n+1} попарно непересекающихся нульмерных множеств, и, наконец, одну из фундаментальных теорем теории размерности — теорему Гуревича — Тумаркина: всякий {\displaystyle n}-мерный компакт содержит {\displaystyle n}-мерное канторово многообразие (аналогичные результаты независимо получены польским математиком В. Гуревичем в 1927 г.).
В 1928 г. Тумаркин доказал теорему (известную ныне как теорема Тумаркина): для всякого подмножества {\displaystyle M} пространства со счётной базой {\displaystyle X} существует множество {\displaystyle M^{\prime }}, являющееся объединением счётного числа замкнутых (в {\displaystyle X}) множеств и такое, что {\displaystyle M\;=\;M^{\prime }} и {\displaystyle \mathrm {dim} \,M^{\prime }\;=\;\mathrm {dim} \,M}. Позднее М. Катетов (1952 г.) и К. Морита (1954 г.) распространили теорему Тумаркина на произвольные метрические пространства.
Ещё в 1925 г. Л. А. Тумаркин поставил вопрос (проблема Тумаркина): существует ли такой бесконечномерный компакт, размерность всякого непустого замкнутого подмножества которого или равна нулю, или бесконечна? Положительный ответ на данный вопрос дал в 1967 г. Д. У. Хендерсон, который показал даже, что эти «тумаркинские компакты» в пространстве всех бесконечномерных компактов (рассматриваемом как подпространство пространства замкнутых подмножеств «гильбертова кирпича») образуют всюду плотное множество.
В 1950 г. на проходившей в Москве топологической конференции Тумаркин доложил полученный им результат (опубликован годом позже), согласно которому плотность любого одномерного компакта равна двум или трём.
В 1957 г. Тумаркин доказал, что всякий бесконечномерный компакт либо содержит бесконечномерное канторово многообразие, либо содержит компакт любой конечной размерности.

## Штрихи к портрету
При чтении лекций по математическому анализу Л. А. Тумаркин аккуратно выписывал на доске все необходимые формулы, причём все ключевые предложения повторял дважды, заботясь об удобстве конспектирования. Лекции он чётко структурировал, делил на параграфы и пункты. Тщательно отбирал материал, иногда выходивший за традиционные рамки; так, наряду с классическими теоремами Вейерштрасса о приближении функций алгебраическими и тригонометрическими многочленами, он включал в свой курс и общую теорему Вейерштрасса — Стоуна (которую излагал, следуя учебнику У. Рудина). Во время экзаменационной сессии студенты не раз поминали любимого лектора добрым словом: готовиться к экзамену по конспекту его лекций, очень логичных и последовательных, было легко.
Не обошла стороной Л. А. Тумаркина и определённая рассеянность (нередко свойственная математикам). Осенью 1972 г. он перепутал день недели и, как обычно, незадолго до звонка вошёл в аудиторию 16-24 Главного здания МГУ, собираясь читать лекцию по анализу первокурсникам отделения механики мехмата (в действительности же в это время он должен был читать анализ студентам химфака). Спустя пару минут через другую дверь в аудиторию вошёл доцент Э. Б. Винберг (в расписании стояла как раз его лекция по высшей алгебре). Наступила немая сцена — некоторое время оба лектора молча смотрели друг на друга, после чего Тумаркин стушевался и покинул аудиторию, направляясь на химфак (студенты-химики в этот день ждали его сорок минут — никто не ушёл); Винберг же молча победным жестом поднял вверх обе руки, после чего повернулся к доске и записал тему очередной лекции.

## Публикации
- Tumarkin L.  Zur allgemeinen Dimensionstheorie // Proc. Koninkl. Akad. Amsterdam, 28 (10), 1925.
- Tumarkin L.  Beitrag zur allgemeinen Dimensionstheorie // Матем. сб., 33 (1), 1926. — С. 57—86.
- Tumarkin L.  Über die Dimension night abgeschlossener Mengen // Math. Ann., 98, 1928. — S. 637—656.
- Tumarkin L.  Über Dimension von Komponenten n-dimensionaler abgeschlossenen Mengen // Матем. сб., 35 (1), 1928. — С. 133—138.
- Tumarkin L.  Sur la structure dimensionelle des ensembles fermés // Comp. rend. Acad. Sci. Paris., 186, 1929. — P. 420—422.
- Тумаркин Л. А.  О покрытиях одномерных компактов // Вестник МГУ. — 1951. — № 3. — С. 3—14.
- Тумаркин Л. А.  О бесконечномерных канторовых многообразиях // ДАН СССР. — 1957. — Т. 115. — С. 244—246.
- Тумаркин Л. А.  О сильно- и слабо-бесконечномерных пространствах // Вестник МГУ. — 1963. — № 5. — С. 24—27.